# (19081) Мравинский
(19081) Мравинский (лат. Mravinskij) — типичный астероид главного пояса, открыт 22 сентября 1973 года советским астрономом Николаем Черных в Крымской астрофизической обсерватории и 1 мая 2003 года назван в честь советского дирижёра и пианиста Евгения Мравинского.

## Обнаружение и именование
(19081) Мравинский
Открыт 22 сентября 1973 года в Крымской астрофизической обсерватории Н. С. Черных.
Евгений Александрович Мравинский (1903—1988) — выдающийся русский музыкант и дирижёр. Более 50 лет возглавлял Государственный симфонический оркестр Ленинградской филармонии и был первым исполнителем симфоний Д. Д. Шостаковича и произведений многих других советских композиторов.
Оригинальный текст (англ.)19081 Mravinskij
Discovered 1973 Sept. 22 by N. S. Chernykh at the Crimean Astrophysical Observatory.
Evgenij Aleksandrovich Mravinskij (1903—1988) was an outstanding Russian musician and conductor. He was the head of the State Symphonic Orchestra of the Leningrad Philharmonic Society for more than 50 years and was the first performer of D. D. Shostakovich symphonies and works of many other Soviet composers.
Источники: 20030501/MPCPages.arc; M.P.C. 48395.

## Орбита

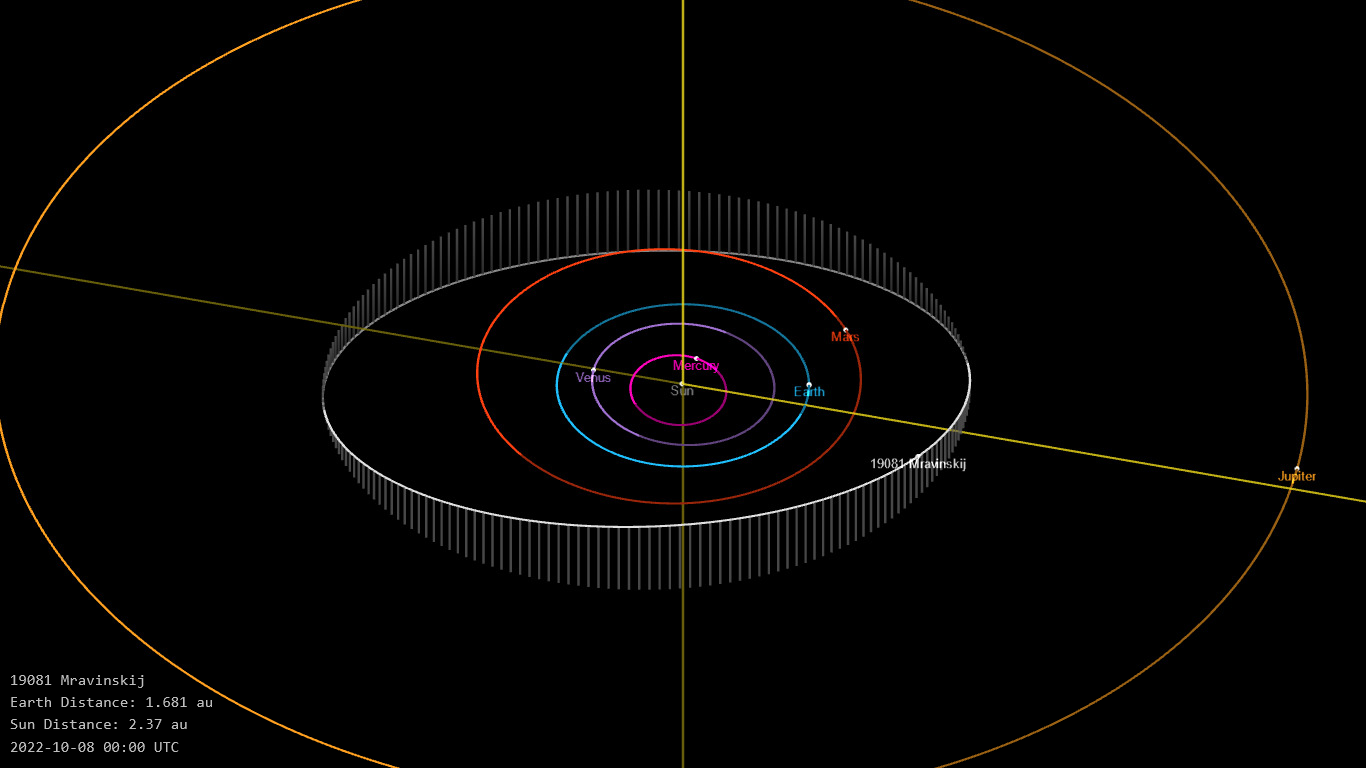
Орбита астероида Мравинский и его положение в Солнечной системе

## Физические характеристики
Астероид относится к таксономическому классу S.
По результатам наблюдений в видимом и ближнем инфракрасном диапазоне космического телескопа NEOWISE диаметр астероида оценивался равным 5,800±0,112 км. Согласно тем же источникам альбедо оценивается как 0,3981±0,0738 и 0,398±0,074.